# Aprostocetus phloeophthori
Aprostocetus phloeophthori är en stekelart som beskrevs av Graham 1983. Aprostocetus phloeophthori ingår i släktet Aprostocetus och familjen finglanssteklar. Arten är reproducerande i Sverige. Inga underarter finns listade i Catalogue of Life.